# Хайнозаври
Хайнозаврите (Hainosaurus) са изчезнал род огромни морски гущери от семейство Мозазаври (на латински: Mosasauridae). Името им означава „гущер от реката Хайн“. Живели са през късната креда (около 85 - 65,5 млн. години назад) в „това“, което сега е в Европа и Северна Америка. Техни останки са открити в Холандия, Белгия и Канада.

## Описание
Хайнозавърът достига на дължина до 18 m, от които 1,5 m се падат на черепа. Конструкцията на скелета му подсказва, че най-близкият му роднина е тилозавърът от Северна Америка. Хайнозавърът обаче е с по-големи ноздри, по-продълговато тяло, по-къса опашка, и гръбнакът му се състои от по-голям брой прешлени. От главата до началото на опашката има над 53 прешлена (при тилозавъра са 35).

## Хранене
Хайнозавърът е бил активен и много агресивен хищник. В областта на корема му са открити останки на морски костенурки. Хранел се е още с други мозазаври, плезиозаври, птерозаври, различни главоноги, акули и риба.